# Wahlen in Uruguay 1966
Die allgemeinen Wahlen in Uruguay 1966 fanden am Sonntag, den 27. November 1966 statt. Dabei fanden gleichzeitig die Präsidentschafts- und Parlamentswahlen statt.

## Wahlergebnisse
- FIDEL: 5
- PDC: 3
- PC: 50
- PN: 41

- FIDEL: 1
- PC: 16
- PN: 13

Aus den Wahlen ging die Partido Colorado, der vier Sublema angehörten, als Sieger vor der drei Sublema beinhaltenden Partido Nacional hervor. Mit der Wahl endete das bestehende System der Kollegialexekutive. Per Referendum war mit Zustimmung von etwas mehr als der Hälfte der Wahlberechtigten die Rückkehr zum unipersonalen Exekutivsystem beschlossen worden, das aufgrund der 1966 vollzogenen Verfassungsreform dem Präsidenten die bis dato größte formale Machtausstattung mit erweiterten Legislativbefugnissen zusprach. 
Oscar Gestido von der Partido Colorado wurde zum Präsidenten gewählt. Bei den Wahlen, deren Wahlsystem nach der relativen Mehrheit im sogenannten Lema-System ausgerichtet war, wurden sowohl der Präsident als auch die Abgeordneten und Senatoren im Rahmen einer Verhältniswahl für eine Amtszeit von nunmehr fünf Jahren gewählt.
Die Sitzverteilung für das Abgeordnetenhaus stellte sich wie folgt dar:
- Partido Colorado: 50,5 % (die beiden stärksten Sublema: Gestido/Pacheco-Fraktion: 25,3 %; Unidad y Reforma (Fraktion Jorge Batlle, folgte der Lista 15 nach): 18,2 %)
- Partido Nacional: 41,4 % (die beiden stärksten Sublema: Herrerismo-Ruralismo: 19,2 %; Unión Blanca Democrática: 14,1 %)
- andere Parteien: 8,1 %

Die Sitzverteilung in der Cámara de Senadores: 
- Partido Colorado: 53,3 %
- Partido Nacional: 43,3 %
- andere Parteien: 3,3 %